# Associazione Calcio Nocerina 1979-1980
Questa pagina raccoglie le informazioni riguardanti l'Associazione Calcio Nocerina nelle competizioni ufficiali della stagione 1979-1980.

## Rosa
| N. |                   | Ruolo | Calciatore            |
| -- | ----------------- | ----- | --------------------- |
| -  | Italia (bandiera) | C     | Alberto Arbitrio      |
| -  | Italia (bandiera) | D     | Raffaele Barrella     |
| -  | Italia (bandiera) | D     | Francesco Bomben      |
| -  | Italia (bandiera) | C     | Roberto Chiancone     |
| -  | Italia (bandiera) | C     | Raffaele Di Risio     |
| -  | Italia (bandiera) | C     | Salvatore Esposito    |
| -  | Italia (bandiera) | A     | Paolo Alberto Faccini |
| -  | Italia (bandiera) | P     | Claudio Garzelli      |
| -  | Italia (bandiera) | D     | Adriano Grava         |
| -  | Italia (bandiera) | D     | Giovanni Gregorio     |
| -  | Italia (bandiera) | C     | Sandro Magnini        |
| -  | Italia (bandiera) | D     | Marcello Nicolucci    |

| N. |                   | Ruolo | Calciatore            |
| -- | ----------------- | ----- | --------------------- |
| -  | Italia (bandiera) | A     | Santino Nuccio        |
| -  | Italia (bandiera) | C     | Gianni Pauselli       |
| -  | Italia (bandiera) | P     | Mauro Pelosin         |
| -  | Italia (bandiera) | C     | Vittorio Petrella     |
| -  | Italia (bandiera) | C     | Roberto Pierro        |
| -  | Italia (bandiera) | C     | Salvatore Raffone     |
| -  | Italia (bandiera) | A     | Gabriele Scarfati     |
| -  | Italia (bandiera) | C     | Giorgio Skoglund (II) |
| -  | Italia (bandiera) | C     | Salvatore Somma       |
| -  | Italia (bandiera) | D     | Arturo Sorrentino     |
| -  | Italia (bandiera) | D     | Matteo Spinelli       |
| -  | Italia (bandiera) | A     | Bruno Zanolla         |

## Risultati

### Campionato

#### Girone di andata
| 30 settembre 1979 1ª giornata | Nocerina | 2 – 0 | Teramo |  |

| 7 ottobre 1979 2ª giornata | Livorno | 0 – 0 | Nocerina |  |

| 14 ottobre 1979 3ª giornata | Nocerina | 1 – 1 | Foggia |  |

| 21 ottobre 1979 4ª giornata | Siracusa | 1 – 0 | Nocerina |  |

| 28 ottobre 1979 5ª giornata | Nocerina | 1 – 0 | Benevento |  |

| 4 novembre 1979 6ª giornata | Cavese | 1 – 1 | Nocerina |  |

| 11 novembre 1979 7ª giornata | Nocerina | 1 – 1 | Arezzo |  |

| 18 novembre 1979 8ª giornata | Turris | 0 – 0 | Nocerina |  |

| 25 novembre 1979 9ª giornata | Nocerina | 1 – 2 | Reggina |  |

| 2 dicembre 1979 10ª giornata | Catania | 2 – 1 | Nocerina |  |

| 9 dicembre 1979 11ª giornata | Salernitana | 1 – 0 | Nocerina |  |

| 16 dicembre 1979 12ª giornata | Nocerina | 2 – 0 | Anconitana |  |

| 23 dicembre 1979 13ª giornata | Chieti | 2 – 0 | Nocerina |  |

| 6 gennaio 1980 14ª giornata | Nocerina | 0 – 0 | Empoli |  |

| 13 gennaio 1980 15ª giornata | Montevarchi | 0 – 0 | Nocerina |  |

| 20 gennaio 1980 16ª giornata | Nocerina | 0 – 1 | Campobasso |  |

| 27 gennaio 1980 17ª giornata | Rende | 0 – 0 | Nocerina |  |

#### Girone di ritorno
| 3 febbraio 1980 18ª giornata | Teramo | 0 – 1 | Nocerina |  |

| 10 febbraio 1980 19ª giornata | Nocerina | 0 – 0 | Livorno |  |

| 17 febbraio 1980 20ª giornata | Foggia | 1 – 0 | Nocerina |  |

| 24 febbraio 1980 21ª giornata | Nocerina | 2 – 0 | Siracusa |  |

| 2 marzo 1980 22ª giornata | Benevento | 2 – 0 | Nocerina |  |

| 9 marzo 1980 23ª giornata | Nocerina | 1 – 0 | Cavese |  |

| 16 marzo 1980 24ª giornata | Arezzo | 2 – 0 | Nocerina |  |

| 23 marzo 1980 25ª giornata | Nocerina | 0 – 0 | Turris |  |

| 30 marzo 1980 26ª giornata | Reggina | 1 – 0 | Nocerina |  |

| 13 aprile 1980 27ª giornata | Nocerina | 0 – 0 | Catania |  |

| 20 aprile 1980 28ª giornata | Nocerina | 2 – 1 | Salernitana |  |

| 27 aprile 1980 29ª giornata | Anconitana | 1 – 2 | Nocerina |  |

| 11 maggio 1980 30ª giornata | Nocerina | 1 – 0 | Chieti |  |

| 18 maggio 1980 31ª giornata | Empoli | 3 – 1 | Nocerina |  |

| 25 maggio 1980 32ª giornata | Nocerina | 2 – 1 | Montevarchi |  |

| 1º giugno 1980 33ª giornata | Campobasso | 1 – 1 | Nocerina |  |

| 8 giugno 1980 34ª giornata | Nocerina | 0 – 1 | Rende |  |